# Jardín botánico del museo de Gavá
El Jardín Botánico del Museo de Gavá (en catalán: Jardí Botànic del Museu de Gavà) es un jardín botánico de unos 800 m² de extensión, situado en Gavá (Barcelona) España.
Depende administrativamente del ayuntamiento de Gavá.

## Historia
El museo de Gavá fue creado el año 1978 en el edificio denominado la Torre Lluc (siglo XVIII), siendo un emblema de la protección y la divulgación del patrimonio cultural de la comarca.
El jardín botánico se encuentra en los alrededores del museo de Gavá y tiene la intención de mostrarnos la riqueza vegetal natural del macizo del Garraf así como la flora de la comarca del Bajo Llobregat.

## Colecciones
Este jardín botánico exhibe la flora que se encuentra en el macizo del Garraf, el delta del Llobregat y la Serra de les Ferreres, en los alrededores de Gavá: 
- El Garraf negro, con terrenos de esquistos y pizarras paleozoicas, donde crecen los pinos y las encinas (Quercus ilex), así como un sotobosque denso con los madroños (Arbutus unedo),
- El Garraf blanco, terrenos de rocas calcáreas, donde crecen palmitos (Chamaerops humilis) las únicas palmas autóctonas de Europa que tienen aquí su límite más septentrional de distribución, coscojas, el lentisco, el espino negro, y una amplia representación de plantas aromáticas mediterráneas.
- El Garraf rojo, con acantilados y roquedales de areniscas rojizas con abundancia de cuarzo en el suelo y ausencia de cal, características estas muy escasas en la zona, forma una franja estrecha que conforma una comunidad vegetal propia con brezos y brecinas, madroños, jaguarzo blanco (Halimium halimifolium), y estepa blanca (Cistus albidus).
- Vegetación rupícola, vegetación de rocalla adaptada a sacar sus nutrientes de los escasamente disponibles entre las grietas de las rocas, que según su naturaleza calcárea o silícica determinan un tipo de vegetación.
- Zonas húmedas del delta del río Llobregat, terrenos llanos que según el grado de salinidad del agua y del nivel de inundación hacen que la vegetación varíe, con carrizales y juncales propios de las zonas llanas del delta.
- Zonas agrícolas, el hombre ha cultivado estas tierras desde hace más de 5000 años, aunque últimamente los cultivos preferentes eran los espárragos de Gavá y las alcachofas de El Prat de Llobregat, que también se encuentran aquí representados.